# Gert-Jan Theunisse
Gert-Jan Theunisse, nacido el 14 de enero de 1963 en Oss (Brabante Septentrional), fue un ciclista neerlandés, profesional entre los años 1984 y 1995, durante los cuales consiguió 18 victorias.
Su especialidad eran las etapas de alta montaña. Tuvo su mejor año profesional en 1989, año en que quedaría 4.º en el Tour, además de ganar la etapa con final en Alpe d'Huez y la clasificación de la montaña. También fue 13.º en las ediciones del Tour de Francia 1991 y 1992.
Dio positivo en controles antidopaje en tres ocasiones: en el Tour de Francia 1988 por testosterona, donde fue penalizado con diez minutos (cayendo desde la 4.ª posición hasta la 11.ª en la clasificación general) y un mes de sanción a cumplir al terminar el Tour de Francia, en la Flecha Valona 1990 y en la Subida a Arrate 1990. Estos dos últimos positivos le supusieron una suspensión de seis meses, que le mantuvo alejado de la competición hasta 1992.
Tras retirarse del ciclismo profesional por problemas de salud al comienzo de la temporada 1995, Theunisse se dedicó a preparar a jóvenes ciclistas como Mario Gutte (campeón neerlandés en CRI) y Bart Brentjens, que bajo la tutela del exciclista, ganó el Campeonato nacional, el Campeonato mundial, la Copa del Mundo, el Tour de Francia VTT y la medalla de oro en los Juegos Olímpicos de Atlanta. En 1996, Theunisse vuelve a participar en competiciones oficiales, esta vez en la disciplina de montaña. 
El 8 de septiembre de 1997, sufre un accidente de tráfico mientras entrenaba en Annency, Francia, tras el cual se le diagnostica una paraplejía, al confirmarse lesiones en la médula espinal. Privado de la movilidad de cintura abajo, se dedicó a rehabilitación, mientras seguía con sus tareas de entrenador en el equipo Specialized durante los meses siguientes, incluyendo a Brentjens y entre otras, a la española Margarita Fullana, futura campeona mundial. A principios de 1999, la rehabilitación del ciclista neerlandés es lo suficiente avanzada como participar en una competición de MTB en el Reino Unido y ganar. En junio de 1999, sufre un ataque al corazón mientras entrena en Italia. En octubre del mismo año, deja de ser el entrenador personal de Brentjens, aunque se mantiene como mánager general del equipo del mismo.
En enero de 2000, Theunisse admitió haber consumido sustancias dopantes durante su carrera profesional, si bien negó haber tomado testosterona, razón por la cual se le sancionó en el Tour de 1988, alegando que esta la producía su cuerpo de forma natural.
Oficialmente con una discapacidad del 13%, en octubre de 2002, regresa a la competición y se convierte en campeón de Europa de MTB en categoría de mayores de 30 años con discapacidad. Se mantiene en activo hasta 2005, participando principalmente en categorías de largo recorrido en Campeonatos continentales y mundiales. El 2 de octubre de 2005 participa en su última carrera, tras la cual anuncia su retirada definitiva de la competición, sobre la base de los dolores que aún persisten desde el fatídico accidente de 1997. Al mismo tiempo, anuncia su intención de colaborar en la creación de un centro de ayuda a discapacitados en Mallorca.

## Palmarés
1988
- Clásica de San Sebastián

1989
- 1 etapa del Tour de Francia, más clasificación de la montaña
- Vuelta a Asturias, más 1 etapa

1991
- Tour de Luxemburgo, más 1 etapa
- Vuelta a los Valles Mineros
- Acht van Chaam
- 2.º en el Campeonato de los Países Bajos en Ruta

1992
- 1 etapa del Tour de Luxemburgo

1994
- 2.º en el Campeonato de los Países Bajos en Ruta

## Resultados en Grandes Vueltas
| Carrera         | 1986 | 1987 | 1988 | 1989 | 1990 | 1991 | 1992 | 1993 | 1994 |
| --------------- | ---- | ---- | ---- | ---- | ---- | ---- | ---- | ---- | ---- |
| Giro de Italia  | -    | Ab.  | -    | -    | 15.° | -    | -    | -    | -    |
| Tour de Francia | -    | 48.º | 11.º | 4.º  | -    | 13.º | 13.º | -    | Ab.  |
| Vuelta a España | 79.º | Ab.  | -    | -    | -    | -    | 11.º | -    | Ab.  |

## Equipos
- Panasonic (1984-1986)
- PDM-Concorde (1987-1989)
- Panasonic (1990)
- TVM (1991-1994)
- Collstrop (1995)